# Doljanen

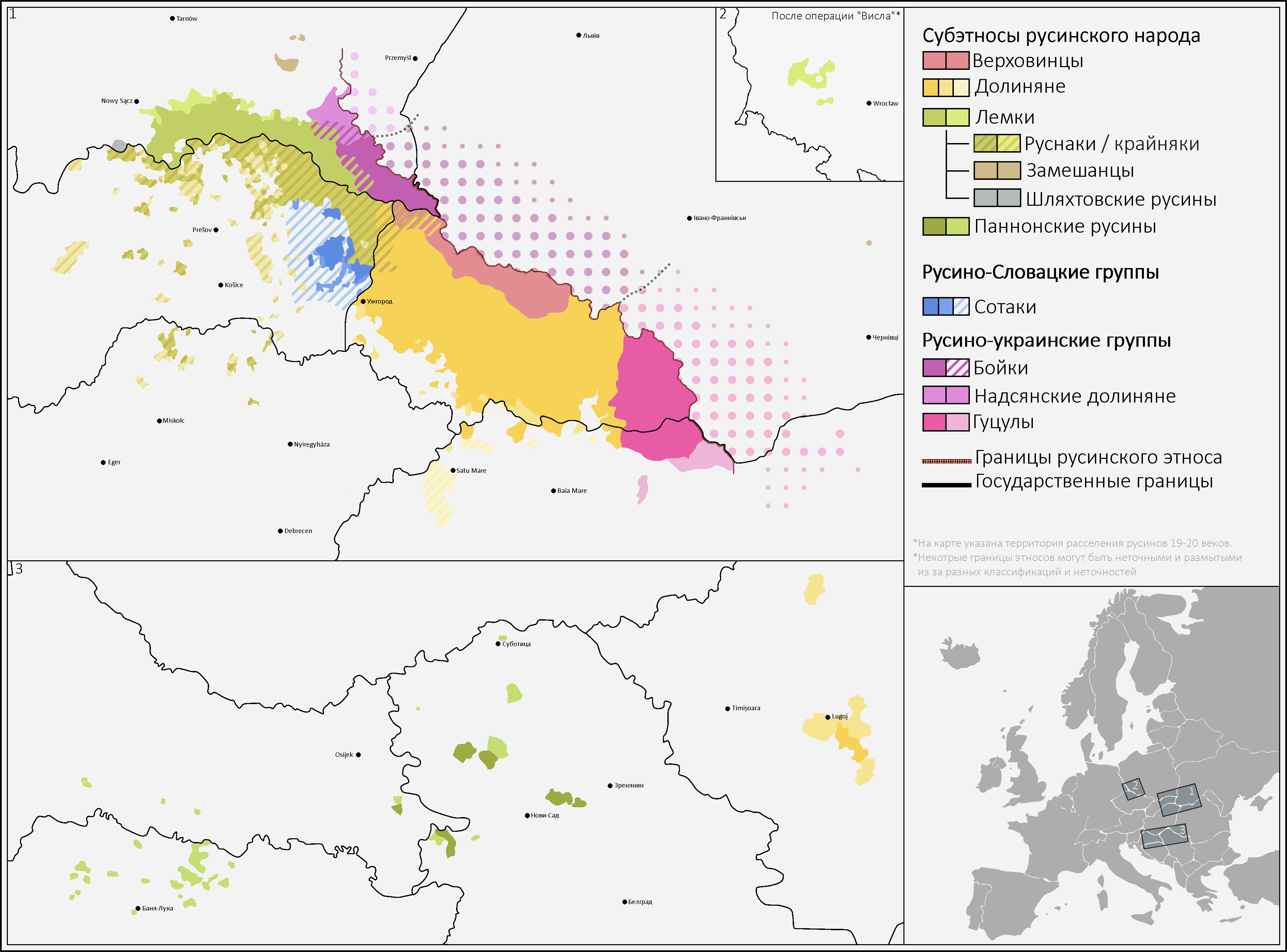
Verbreitung der Russinen in modernen Grenzen. Das Siedlungsgebiet der Doljanen findet sich oben mittig in graugrün.

Die Doljanen (Dolinyanins, Haynals, Hajnalen; etwa „Talbewohner“ oder „Tieflandbewohner“) sind ein russinisches Bergvolk aus den Waldkarpaten in Südostpolen. Als ostslawische Volksgruppe werden sie heute teilweise als Teil des ukrainischen Volkes betrachtet.

## Geschichte
Die Doljanen als Volk sollen im 14. Jahrhundert, durch Vermischung der einheimischen Bevölkerung mit aus dem Balkan zugewanderten Walachen, entstanden sein. Ihr Siedlungsgebiet gehörte im Laufe der Jahrhunderte zu verschiedenen Herrschaften, u. a. dem Kiewer Rus, Ungarn, Polen-Litauen und Österreich. Bis zu ihrer Vertreibung 1947 im Rahmen der Aktion Weichsel, lebten die Doljanen in den Tälern beiderseits des Flusses San, um die Städte Sanok und Lesko.

## Lebensweise

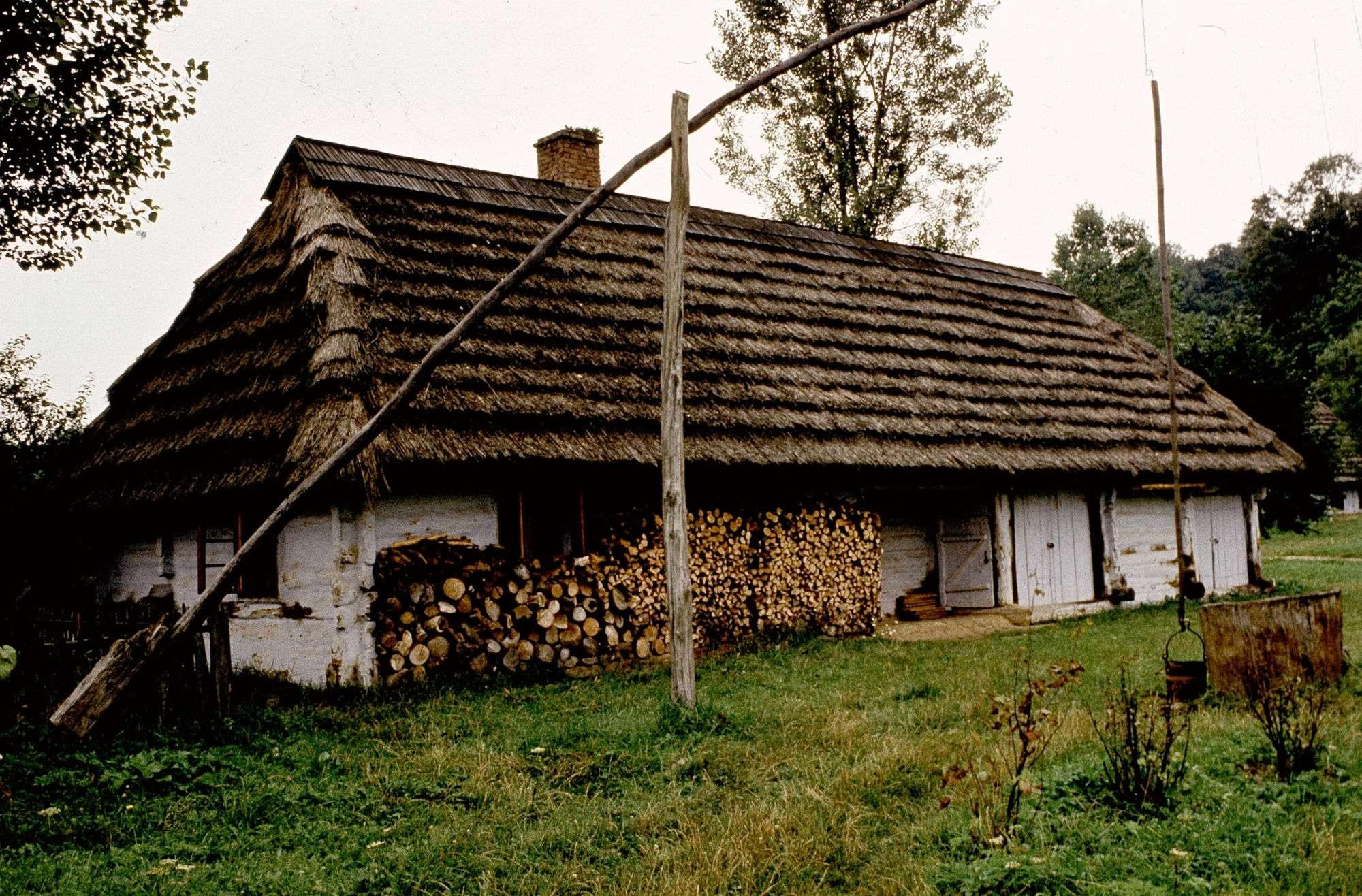
Traditionelles doljanisches Wohnhaus bei Sanok.

Die Doljanen lebten vorwiegend als Bauern in gemischten Siedlungen mit Polen und Juden, im Westen ihres Siedlungsgebiets auch mit Lemken. Sie pflegten eine starke Tradition des Acker-, Garten- und Weinbaus sowie der Haltung von Schweinen und Rindern. Sie waren größtenteils ukrainisch-orthodoxen Glaubens, es gab jedoch auch Anhänger des griechischen Katholizismus.
Ihre Gehöfte waren in Blockbauweise errichtet, mit Lehm verputzt, hatten Stroh- oder Ziegeldächer und häufig eine offene Galerie zur Front. Typisch waren und sind Holzkirchen, an deren Merkmalen die Siedlungsgebiete der verschiedenen russinischen Völker unterschieden werden können.

## Tracht und Kultur
Die Tracht der Doljanen lässt sich bis ins 16. Jahrhundert zurückverfolgen und kombinierte „archaische“ (lange Tuniken für Frauen, bestickte Hemden für Männer, weiße Stoffjacken und breite Gürtel) und „urbane“ Elementen (Hauben und Kappen für verheiratete Frauen, gefärbte Westen, Blusen und Leibchen). Leinen, Hanf und Wolle waren die verbreitetsten Stoffe. Schafsfell galt als besonders vornehm. Holzschuhe waren verbreitet. Ein Schnurrbart war für Männer obligatorisch, Vollbärte hingegen galten lange Zeit als ungepflegt.
Im frühen 20. Jahrhundert verschwand die traditionelle Tracht aus dem Alltag und wurde von „städtischer“, industriell gefertigter Kleidung „nach Krakower Art“ verdrängt. In der Zwischenkriegszeit setzten sich Mäntel und Stiefel durch, welche an österreichische und russische Uniformen angelehnt waren. Die traditionell schwarzen Kopftücher mit bunten floralen Mustern blieben jedoch bis in die 1980er Jahre populär und verbreiteten sich, sodass sie teilweise sogar in der Türkei und Thailand gefertigt wurden.
Nach dem Ersten Weltkrieg brachten Kriegsheimkehrer das Theaterspiel in ihre Heimat, welche von Österreich-Ungarn an das nun unabhängige Polen gefallen war. In den 1920er und 30er-Jahren entwickelte sich daraus eine eigenständige Bühnenkultur. Die Aufführung und Neuinterpretation traditioneller Volkstänze mit komplexen Choreografien baute auf diesem Fundament auf und entwickelte sich seit der Vertreibung nach dem Zweiten Weltkrieg zu einem identitätsstiftenden Merkmal der Doljanen. Um die Jahrtausendwende gab es eine Welle moderner Neuinterpretationen, welche Elemente des Ballett aufgriffen. Sowohl in Polen als auch in der Ukraine entstanden daraufhin Ensembles, die doljanische und mittlerweile auch andere russinische Volkstänze aufführen. Zentrum dieser Bewegung ist Uzhhorod.